# هربرت ماتر

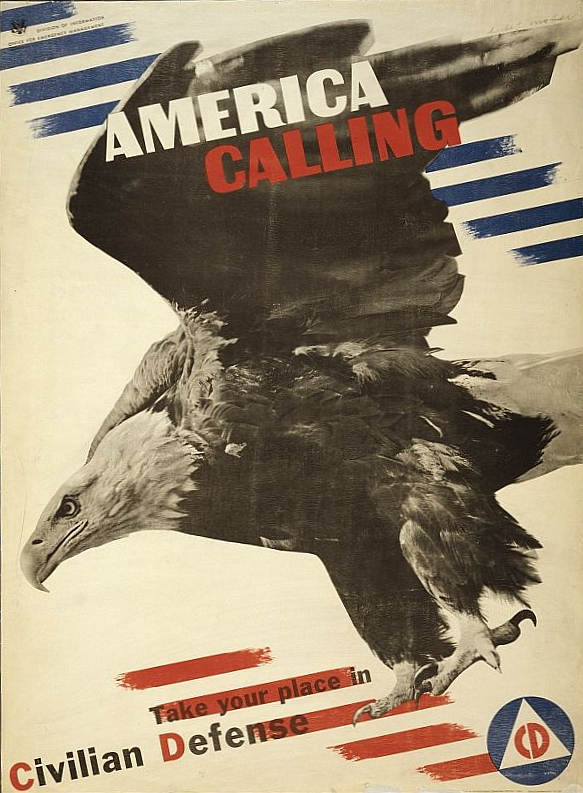
پوستر جنگ جهانی دوم اثر هربرت ماتر

هربرت ماتر (به انگلیسی: Herbert Matter) (۲۵ آوریل ۱۹۰۷–۸ می ۱۹۸۴) عکاس و طراح گرافیکی آمریکایی زاده سوئیس بود که به خاطر پیشرو بودن در استفاده از فتومونتاژ در هنر تجاری مشهور بود. کارهای ابتکاری و تجربی این طراح در شکلگیری سبک طراحی گرافیک در قرن بیستم کمک کرده است.

## زندگی‌نامه
ماتر که زاده شهر ادینبورگ در سوئیس بود به همراه فرنان لژه و آمده اوزنفان به تحصیل نقاشی در دانشکده هنرهای زیبای ژنو و آکادمی مدرن پاریس پرداخت. وی با کاساندره، لوکوربوزیه و دبرنی و پینات کار کرد. وی در سال ۱۹۳۲ به زوریخ بازگشت و به طراحی پوسترهایی برای دفتر ملی امور گردشگری و مراکز تفریحی سوئیس پرداخت. این پوسترهای مسافرتی به علت استفاده بدیع از فتومونتاژ همراه با طرح حروف به سرعت شهرت جهانی پیدا کردند. او در سال ۱۹۳۶ به آمریکا رفت و به استخدام الکسی برودویچ، کارگردان هنری مشهور درآمد. به دنبال آن برای مجله‌های هارپرز بازار، ووگ و دیگر مجلات فعالیت کرد. از سال ۱۹۶۴ تا ۱۹۶۶ مشاور طراحی شرکت نال اسوشیتس بود. وی همکاری نزدیکی با چارلز و ری ایمز داشت. از سال ۱۹۵۲ تا ۱۹۷۶ بر کرسی استادی عکاسی در دانشگاه ییل نشست و از سال ۱۹۵۸ تا ۱۹۶۸ به عنوان مشاور طراحی موزه سولومون رابرت گوگنهایم در نیویورک و موزه هنرهای زیبای هیوستون به فعالیت پرداخت. او در سال ۱۹۷۷ به تالار مشاهیر انجمن کارگردانان هنری نیویورک پیوست و حائز دریافت کمک‌هزینه گوگنهایم در عکاسی در سال ۱۹۸۰ و دریافت مدال AIGA در سال ۱۹۸۳ گردید.
به عنوان عکاس، ماتر به خاطر رویکرد صرفاً بصری خود مورد تحسین قرار گرفت. به عنوان یک تکنیسین ماهر از تمام روشهای موجود برای دست یافتن به دید خود از نور، شکل و بافت استفاده می‌کرد. انجام عملیات بر روی نگاتیو، روتوش، کراپ کردن تصویر، آگراندیسور و نقاشی با نور برخی از تکنیک‌هایی هستند که وی برای دست یافتن به شکل تازهای که در تصاویر اشیاء بیجان، منظره‌ها، تصاویر برهنه و پورتره‌های بخود به دنبالشان بود مورد استفاده قرار می‌داد. وی به عنوان یک فیلمساز فیلمی را در سال ۱۹۵۲ با دوست خود الکساندر کالدر (با موسیقی جان کیج) برای موزه هنرهای مدرن کارگردانی کرد.
دوستان نزدیک ماتر و نیز همسر وی مرسدس نقاش بودند جکسون پولاک، ویلم دکونینگ، همکار عکاس سوئیسی وی رابرت فرانک و آلبرتو جاکومتی. مرسدس همسر ماتر، دختر نقاش مدرنیست آرتور بیچر چارلز، و خود وی بنیانگذار اصلی استودیو مدرسه نیویورک بود.
طراح دیگری به نام پل رند در مورد ماتر عنوان داشت که «عدم فخرفروشی یک از خصوصیات این مرد بود». زندگی خلاقانه وی وقف کم کردن شکاف به اصطلاح هنرهای زیبا و هنرهای کاربردی شد. ماتر در ۸ می سال ۱۹۸۴ در ساتهمپتون، نیویورک درگذشت.